# 15925 Rokycany
15925 Rokycany este un asteroid din centura principală de asteroizi.

## Descriere
15925 Rokycany este un asteroid din centura principală de asteroizi. A fost descoperit pe 10 noiembrie 1997 la Observatorul din Ondřejov de Lenka Šarounová. Asteroidul prezintă o orbită caracterizată de o semiaxă mare de 2,59 ua, o excentricitate de 0,13 și o înclinație de 12,4° în raport cu ecliptica.